# Johann Ernst Gotzkowsky
 Johann Ernst Gotzkowsky  était un homme d’affaires berlinois d’origine polonaise. Naviguant les rivalités entre le royaume de Prusse, le tsarat de Russie et l’archiduché d'Autriche, il fut tour à tour homme d’affaires et médiateur pour le compte de divers pouvoirs.
Il devint propriétaire en 1761 de la manufacture royale de porcelaine de Berlin.
Gotzkowsky était un collectionneur d’art, et sa collection fut la base de la collection du musée de l'Ermitage.

## Postérité
Friedrich Christian Carstens (de) réalisa un portrait de Gotzkowsky en 1761.